# 敘利亞-瑪拉巴禮天主教霍蘇爾教區
敘利亞-瑪拉巴禮天主教霍蘇爾教區是東儀天主教的一個教區（敘利亞－瑪拉巴禮），教座位於印度泰米爾納德邦霍蘇爾但座堂及主教府都位於清奈周邊。直屬大總主教。
教區成立於2017年10月10日，2017年有教友65,000名，22名司鐸名管理44個牧民中心。現任教區主教為巴削·波佐里帕拉姆皮爾。